# 21 سبتمبر
- السبت
- الأحد
- الاثنين
- الثلاثاء
- الأربعاء
- الخميس
- الجمعة

- 307 ربيع الأول 1447  هـ
- 318 ربيع الأول 1447  هـ
- 19 ربيع الأول 1447  هـ
- 210 ربيع الأول 1447  هـ
- 311 ربيع الأول 1447  هـ
- 412 ربيع الأول 1447  هـ
- 513 ربيع الأول 1447  هـ
- 614 ربيع الأول 1447  هـ
- 715 ربيع الأول 1447  هـ
- 816 ربيع الأول 1447  هـ
- 917 ربيع الأول 1447  هـ
- 1018 ربيع الأول 1447  هـ
- 1119 ربيع الأول 1447  هـ
- 1220 ربيع الأول 1447  هـ
- 1321 ربيع الأول 1447  هـ
- 1422 ربيع الأول 1447  هـ
- 1523 ربيع الأول 1447  هـ
- 1624 ربيع الأول 1447  هـ
- 1725 ربيع الأول 1447  هـ
- 1826 ربيع الأول 1447  هـ
- 1927 ربيع الأول 1447  هـ
- 2028 ربيع الأول 1447  هـ
- 2129 ربيع الأول 1447  هـ
- 2230 ربيع الأول 1447  هـ
- 231 ربيع الآخر 1447  هـ
- 242 ربيع الآخر 1447  هـ
- 253 ربيع الآخر 1447  هـ
- 264 ربيع الآخر 1447  هـ
- 275 ربيع الآخر 1447  هـ
- 286 ربيع الآخر 1447  هـ
- 297 ربيع الآخر 1447  هـ
- 308 ربيع الآخر 1447  هـ
- 19 ربيع الآخر 1447  هـ
- 210 ربيع الآخر 1447  هـ
- 311 ربيع الآخر 1447  هـ

21 سبتمبر أو 21 أيلول أو يوم 21 \ 9 (اليوم الحادي والعشرون من الشهر التاسع) هو اليوم الرابع والستون بعد المئتين (264) من السنوات البسيطة، أو اليوم الخامس والستون بعد المئتين (265) من السنوات الكبيسة وفقًا للتقويم الميلادي الغربي (الغريغوري). يبقى بعده 101 يوما لانتهاء السنة.

## أحداث
- 622 - وصول الرسول محمد إلى المدينة المنورة في الهجرة النبوية.
- 1792 - إلغاء النظام الملكي وإعلان قيام الجمهورية في فرنسا.
- 1843 - تشيلي تغزو مضيق ماجلان ليصبح تحت سيادتها.
- 1916 - استسلام الحامية التركية في الطائف للقوات العربية.
- 1943 - انتخاب بشارة الخوري رئيسًا للبنان.
- 1959 - عبد الكريم قاسم يأمر بإعدام ضباط ناصريين اتهموا بالتآمر عليه.
- 1964 - استقلال مالطا عن المملكة المتحدة.
- 1970 - الرؤساء العرب يتوافدون على القاهرة لعقد قمة طارئة حول الحرب الأهلية الأردنية / الفلسطينية والتي عرفت باسم أيلول الأسود.
- 1979 - انقلاب عسكري في أفريقيا الوسطى يزيح جان بيدل بوكاسا عن الحكم.
- 1982 - انتخاب أمين الجميل رئيسًا للبنان وذلك بعد اغتيال أخيه الرئيس المنتخب بشير الجميّل.
- 1985 - مقتل 2000 شخص نتيجة لزلزال قوي هز المكسيك.
- 1989 -
  - بدء انعقاد مؤتمر الطائف بالسعودية لحل مشكلة الحرب الأهلية اللبنانية.
  - لجنة القوات المسلحة بمجلس الشيوخ الأمريكي توافق على ترشيح الرئيس جورج بوش للجنرال كولن باول رئيسًا للأركان، ليكون الجنرال باول أول أمريكي من أصل أفريقي يصل إلى هذا المنصب العسكري الرفيع.
- 1991 -
  - استقلال أرمينيا عن الإتحاد السوفيتي.
  - بعثة للأمم المتحدة تبدأ عملها للبحث عن أسلحة الدمار الشامل في العراق.
- 1993 - الرئيس الروسي بوريس يلتسن يحل البرلمان.
- 1997 - مسلحون في الجزائر يذبحون 53 شخصًا في «قرية قلب الكبير».
- 1999 - زلزال شديد يقتل 2000 في تايوان ويصيب ويشرد الآلاف.
- 2001 - انتخاب أرنولد روتل رئيسًا لجمهورية إستونيا.
- 2008 -
  - رئيس الوزراء الإسرائيلي إيهود أولمرت يعلن استقالته من منصبه وذلك بعد اتهامه بالفساد وإجراء انتخابات مبكرة داخل حزب كاديما الحاكم لم يترشح لها وبذلك خسر موقعه برئاسة الحزب.
  - سمير جعجع يعلن في كلمته في مهرجان لذكرى شهداء القوات اللبنانية في جونيه اعتذاره عن الأخطاء التي ارتكبتها القوات أثناء الحرب الأهلية.
- 2013 - حادثة القتل الجماعي في المركز التجاري وستغيت تخلف أكثر من 68 قتيلًا وحوالي 175 جريحًا، تبنى الهجوم حركة الشباب المجاهدين.
- 2014 - التوقيع على اتفاق السلم والشراكة الوطنية بين جماعة أنصار الله "الحوثيون" والحكومة اليمنية لإنهاء الاحتجاجات الحوثية.
- 2016 - غرق مركب قبالة ساحل منطقة رشيد بمصر، مما أدى لغرق أكثر 204 شخصًا كانوا على متنها، أثناء محاولتهم الهجرة خارج البلاد بطريقة غير شرعية.

## مواليد
- 1452 - سافونارولا، سياسي إيطالي.
- 1645 - لويس جولييه، مستكشف كندي.
- 1756 - جون لودون ماك آدم، مهندس اسكتلندي.
- 1840 - السلطان مراد الخامس، خليفة المسلمين وسلطان الدولة العثمانية.
- 1842 - السلطان عبد الحميد الثاني ،خليفة المسلمين وسلطان الدولة العثمانية.
- 1853 - هايك كامرلينغ أونس، عالم فيزياء هولندي حاصل على جائزة نوبل في الفيزياء عام 1913.
- 1866 -
  - شارل نيكول، طبيب فرنسي حاصل على جائزة نوبل في الطب عام 1928.
  - هربرت جورج ويلز، أديب ومفكر وصحفي وعالم اجتماع ومؤرخ إنجليزي.
- 1909 - كوامي نكروما، رئيس غانا.
- 1912 - تشاك جونز، رسام ومخرج رسوم متحركة أمريكي.
- 1918 - خوان خوسيه أريولا، كاتب مكسيكي.
- 1926 - دونالد جلاسر، عالم فيزياء أمريكي حاصل على جائزة نوبل في الفيزياء عام 1960.
- 1929 - ساندور كوشيتش، لاعب كرة قدم هنغاري.
- 1931 - لاري هاغمان، ممثل أمريكي.
- 1944 - ستيف باشير، سياسي أمريكي.
- 1946 -
  - سهير المرشدي، ممثلة مصرية.
  - خليل مرسي، ممثل مصري.
- 1947 - ستيفن كينغ، كاتب روائي أمريكي.
- 1948 - عبد الستار قاسم، كاتب ومفكر ومحلل سياسي وأكاديمي فلسطيني.
- 1950 - بيل موري، ممثل أمريكي.
- 1954 - شينزو أبه، رئيس وزراء اليابان.
- 1957 - كيفن رود، رئيس وزراء أستراليا.
- 1962 - روب مورو، ممثل أمريكي.
- 1965 - شيريل هاينز، ممثلة أمريكية.
- 1967 - فيث هيل، مغنية أمريكية.
- 1971 - لوك ويلسن، ممثل أمريكي.
- 1974 - أندي تود، لاعب كرة قدم إنجليزي.
- 1977 - باسم فغالي، مونولوجست لبناني.
- 1979 -
  - نسرين أحمد، ممثلة مصرية تعيش في الكويت.
  - ريتشارد دن، لاعب كرة قدم أيرلندي.
- 1980 -
  - روبرت هوفمان، ممثل أمريكي.
  - كارينا كابور، ممثلة هندية.
- 1981 - شيماء علي، ممثلة إيرانية تعيش في الكويت.
- 1983 -
  - فيرناندو كافيناغي، لاعب كرة قدم أرجنتيني.
  - ماجي غرايس، ممثلة أمريكية.
- 1988 - بيلاوال بوتو زارداري، سياسي باكستاني.
- 1989 - جيسون ديرولو، مغني أمريكي من أصول هايتية.
- 1992 - تشين، مغني في فرقة إكسو.

## وفيات
- 19 ق.م - ورغيليوس، شاعر روماني.
- 454 - أيتيوس، قائد روماني.
- 717 - سليمان بن عبد الملك، خليفة أموي.
- 732 - محمد بن علي الباقر الإمام الخامس عند الشيعة الإمامية الإثنا عشرية.
- 1327 - الملك إدوارد الثاني، ملك إنجلترا.
- 1558 - الملك كارلوس الخامس، ملك إسبانيا وإمبراطور الإمبراطورية الرومانية المقدسة.
- 1822 - والتر سكوت، كاتب روائي اسكتلندي.
- 1855 - حسن المحسني، فقيه وكاتب وشاعر إيراني.
- 1860 - آرثر شوبنهاور، فيلسوف ألماني.
- 1911 - أحمد عرابي، قائد وزعيم مصري.
- 1966 - بول رينو، رئيس وزراء فرنسا.
- 1971 - برناردو هوساي، عالم فيزيولوجيا أرجنتيني حاصل على جائزة نوبل في الطب عام 1947.
- 1974 - والتر برينان، ممثل أمريكي.
- 1983 - فايزة أحمد، مغنية وممثلة مصرية من أصل سوري.
- 2018 - تران داي كوانغ، الرئيس الفيتنامي الثامن.
- 2021 - محمد حسين طنطاوي، قائد عسكري مصري.

## أعياد ومناسبات
- اليوم العالمي للسلام.
- عيد الاستقلال في مالطا.
- عيد الاستقلال في بليز.
- عيد الاستقلال في أرمينيا.
- اليوم العالمي للزهايمر.

## وصلات خارجية
- وكالة الأنباء القطريَّة: حدث في مثل هذا اليوم.
- النيويورك تايمز: حدث في مثل هذا اليوم.
- BBC: حدث في مثل هذا اليوم.